# Potamobatrachus
Potamobatrachus is een monotypisch geslacht van straalvinnige vissen uit de familie van de kikvorsvissen (Batrachoididae).

## Soort
- Potamobatrachus trispinosus Collette, 1995